# Ahéville
Ahéville ([a.eˈvil] , 1801 noch mit der Schreibweise Acheville) ist eine französische Gemeinde mit 67 Einwohnern (Stand: 1. Januar 2022) im Département Vosges in der Region Grand Est (bis 2015 Lothringen). Sie gehört zum Arrondissement Neufchâteau (bis 2024 Épinal) und ist Mitglied im Gemeindeverband Communauté de communes de Mirecourt Dompaire. Die Bewohner werden Ahévillois und Ahévilloises genannt.

## Geografie
Die Gemeinde liegt sechs Kilometer östlich der Kleinstadt Mirecourt und 28 Kilometer nordwestlich von Épinal im Hügelland zwischen Mosel und Madon.
Im 5,84 km² umfassenden Gemeindegebiet entspringen die Bäche Ruisseau de la Tripe de Lièvre und Ruisseau de Cherpagnotte, die über den Robert und die Gitte in den Madon abfließen. Der Kernort Ahéville liegt im sanften Tal des Ruisseau des Nauves. Der Nordosten der Gemeinde ist bewaldet (Gandremont, Bois de Sarrasin), hier liegt mit 400 m über dem Meer der höchste Punkt Ahévilles.
Nachbargemeinden von Ahéville sind Avillers im Norden, Jorxey im Nordosten, Vaubexy im Osten, Bazegney im Südosten, Racécourt im Süden, Velotte-et-Tatignécourt im Südwesten sowie Vroville im Westen und Nordwesten.

## Geschichte
1282 wurde der Ort als Oheiville erstmals urkundlich erwähnt. Bis 1751 gehörte Ahéville zur Bailliage Darney. Kirchlich war die Gemeinde in die Pfarreien Rabiémont und Blaye geteilt, beide unterstanden dem Dekanat in Jorxey.

### Bevölkerungsentwicklung
| Jahr      | 1962 | 1968 | 1975 | 1982 | 1990 | 1999 | 2007 | 2020 |
| --------- | ---- | ---- | ---- | ---- | ---- | ---- | ---- | ---- |
| Einwohner | 84   | 86   | 80   | 59   | 74   | 67   | 63   | 73   |

Im Jahr 1846 wurde mit 228 Bewohnern die bisher höchste Einwohnerzahl ermittelt. Die Zahlen basieren auf den Daten von cassini.ehess und INSEE.

## Sehenswürdigkeiten
- Kirche St. Quirinus (Saint-Quirin)

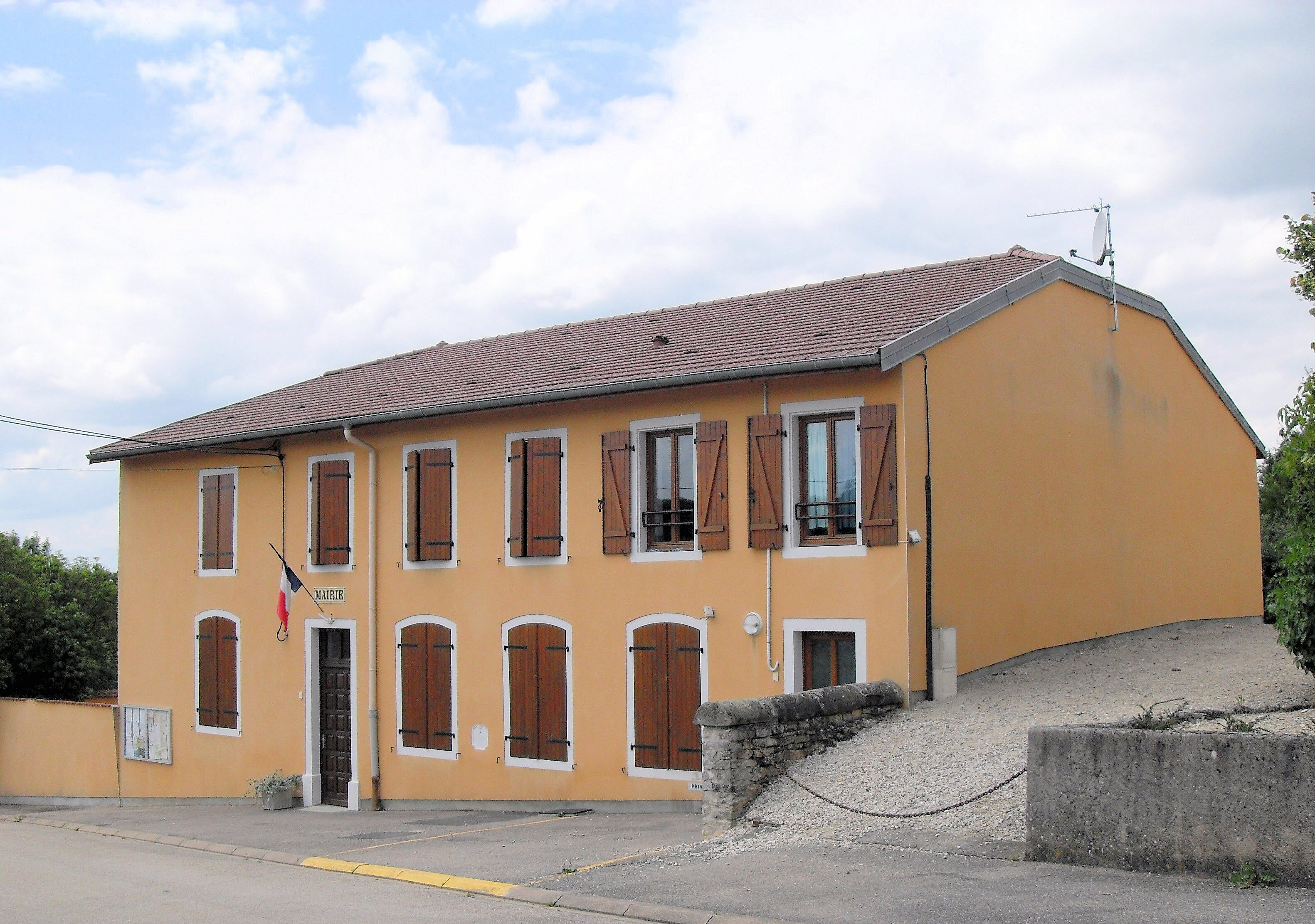
Rathaus Ahéville

|  |  |

## Wirtschaft und Infrastruktur
Ein Teil der Einwohner lebt von der Landwirtschaft, die in Ahéville mit drei Betrieben vertreten ist (Milchviehhaltung, Obstplantagen) oder ist in kleinen Handwerks- und Handelsbetrieben beschäftigt. Durch die günstige Verkehrsanbindung pendeln viele Bewohner nach Vittel, Mirecourt oder in die Industriegebiete im Moseltal.

### Verkehrsanbindung
Durch Ahéville führt die Fernstraße D 10 von Mirecourt nach Nomexy. Weitere Straßenverbindungen bestehen nach Vaubexy, Bazegney, Racécourt und Velotte-et-Tatignécourt.
In Nomexy, 16 Kilometer östlich von Ahéville, besteht ein Anschluss an die autobahnartig ausgebaute Route nationale  57 von Nancy nach Épinal.
Der fünf Kilometer entfernte Haltepunkt Hymont-Mattaincourt liegt an der Bahnlinie von Nancy über Mirecourt und Vittel nach Merrey.

## Belege
1. ↑  Ortsname. cassini.ehess.fr
2. ↑  Ahéville. (Memento vom 13. Januar 2014 im Internet Archive; PDF; 91 kB) vosges-archives.com (französisch)
3. ↑  Ahéville auf cassini.ehess.fr
4. ↑  Ahéville auf insee.fr
5. ↑  Landwirtschaftsbetriebe. annuaire-mairie.fr (französisch)